# Graciela Borges
Graciela Noemí Zabala, coneguda pel seu nom artístic Graciela Borges (Dolores, 10 de juny de 1941), és una llorejada actriu argentina de cinema i televisió. Destacada pel seu talent i gran atractiu, va encarnar la bellesa argentina dels anys seixanta i la seva participació en diversos films la va convertir en l'actriu més famosa del cinema nacional d'aquesta època.
Al llarg de la seva reeixida carrera va realitzar més de 60 films i en 2006 va ser distingida per la revista Vogue de França, en una de les seves edicions, com «la gran actriu del cinema argentí».

## Vida personal
El cognom de Graciela Borges és una gentilesa de l'escriptor Jorge Luis Borges després que el pare de l'actriu li prohibís usar el propi, en iniciar la seva carrera com a tal, als 14 anys.
Es va casar als 20 anys amb el corredor d'automobilisme Juan Manuel Bordeu, amb qui va tenir al seu únic fill: Juan Cruz Bordeu.
Va ser parella del director de cinema Raúl de la Torre i del futbolista Marcos Gutiérrez.
En 2010, Graciela Borges va confessar que cap a 1966, quan vivia a Londres, va tenir un affaire amb el músic britànic Paul McCartney, del grup The Beatles.

## Trajectòria

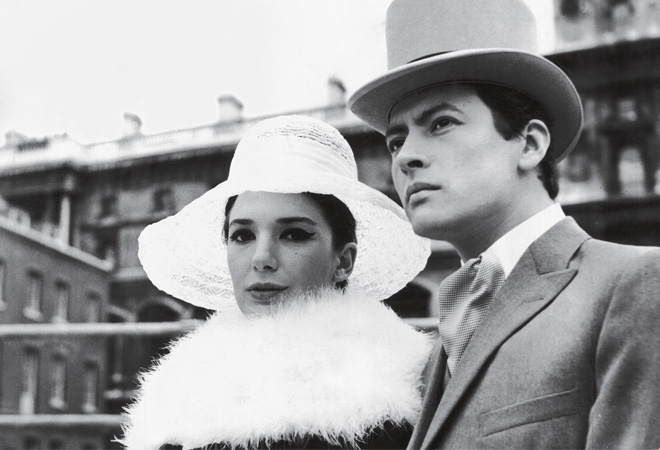
Graciela Borges amb Palito Ortega a la pel·lícula El Rey en Londres, de 1966.

Va debutar a Una cita con la vida d'Hugo del Carril amb Gilda Lousek, saltant totes dues a la popularitat com a símbol de la nova bellesa argentina.
En els seus començaments va rebre l'oferta de Carlo Ponti per a filmar en Europa, proposta que mai es va concretar.
Va ser la musa de Leopoldo Torre Nilson —Fin de fiesta; Piel de verano— i després de Raúl de la Torre, per als qui va protagonitzar alguns dels més importants films d'aquests realitzadors fonamentals del cinema nacional.
A més va treballar amb altres directors com Leonardo Favio, Manuel Antín, Mario Soffici, Lucas Demare, Fernando Ayala, Luis Saslavsky, Alejandro Doria, Ricardo Wullicher, Javier Torre, Lucrecia Martel, Luis Ortega, Daniel Burman i Juan José Campanella.
Va formar parella professional amb els principals actors del cinema de l'Argentina, destacant-se especialment les seves actuacions amb Lautaro Murúa i Alfredo Alcón, a més d'Alberto de Mendoza, Jorge Salcedo, Federico Luppi, Walter Vidarte, Luis Brandoni, Duilio Marzio i Rodolfo Bebán.
En televisió es va destacar a  Tres destinos dirigida per María Herminia Avellaneda el 1966, Alta Comedia; la seva participació en teatre ha estat mínima recordant-la-hi en Cartas de amor, i amb Nito Artaza. És a més conductora radial.
És padrina musical i musa inspiradora del jove grup musical Graciela Borges Band, creat en 2009.
En 2011, va participar en el capítol final de la primera temporada de la telecomedia El hombre de tu vida.

## Principals distincions i premis
- Cóndor de Plata 2019 per La quietud
- Premi a la trajectòria Bafici 2017[6]
- Cóndor de Plata a la Trajectòria, 2015
- Premi Salvador Sammaritano por su trajectòria, 2013[7]
- Premi Konex de Platí 2011: Actriu de Cinema
- Festival Internacional de Cinema de Cartagena 2007 per Las manos
- Premi Sur 2006 per Las manos
- Ciutadana il·lustre de la Ciudad de Buenos Aires, 2002
- Cóndor de Plata 2001 por La ciénaga
- Premio Konex Diploma al Mèrit 2001: Actriu de Cinema
- Festival Internacional del Nou Cinema Llatinoamericà de l'Havana 2001 per La ciénaga
- Festival de Cinema de Bogotà 1987 per Pobre mariposa
- Premi Konex Diploma al Mèrit 1981: Actriu Dramàtica Ràdio i TV
- Martín Fierro (TV)
- Festival Internacional de Cinema de Sant Sebastià, Conquilla de Plata 1971 per Crónica de una señora; Premi Perla del Cantàbric 1963 per Los viciosos i 1968 per El dependiente

## Filmografia
- 1958: El jefe, de Fernando Ayala.

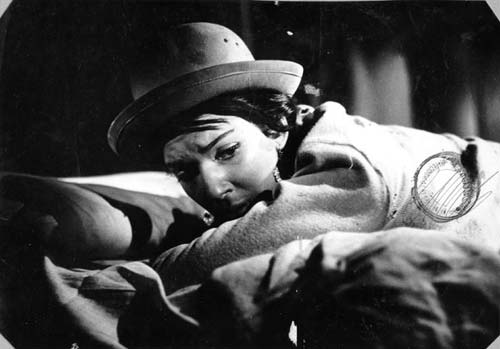
Graciela Borges a Zafra de Lucas Demare, 1958.

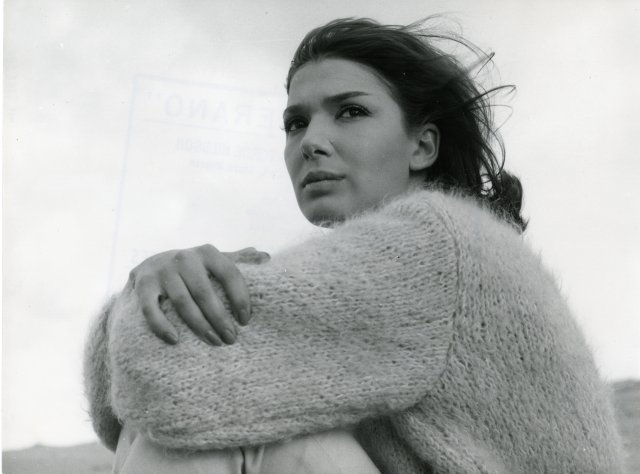
Graciela Borges a Piel de verano de Leopoldo Torre Nilsson, 1961.

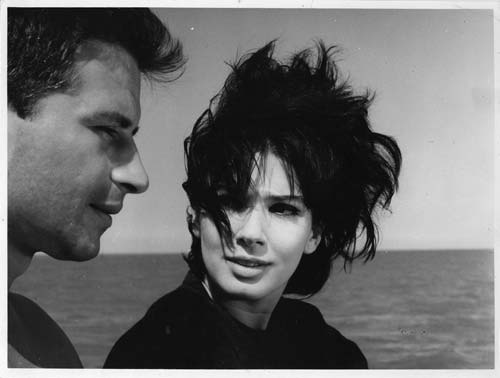
Graciela Borges a Circe de Manuel Antín, 1964.

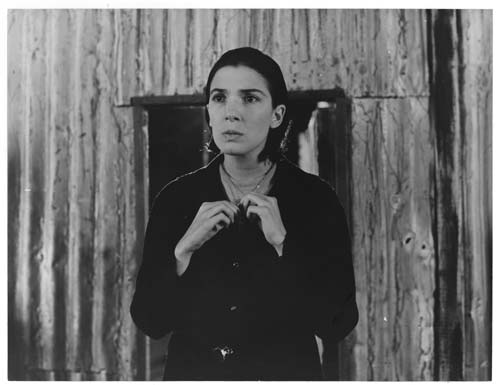
Graciela Borges en El dependiente de Leonardo Favio, 1969.

- 1958: Una cita con la vida, amb Gilda Lousek.
- 1958: Zafra, amb el cantautor Atahualpa Yupanqui.
- 1959: Gringalet.
- 1960: Fin de fiesta, Mariana Braceras, de Leopoldo Torre Nilsson, amb Leonardo Favio.
- 1961: Piel de verano, Marcela, de Leopoldo Torre Nilsson, amb Alfredo Alcón.
- 1962: Los viciosos, d'Enrique Carreras.
- 1962: Propiedad.
- 1963: La terraza, Claudia, de Leopoldo Torre Nilsson.
- 1963: Racconto.(inédito).
- 1963: Una excursión a los indios ranqueles.(inacabada).
- 1964: Circe, de Manuel Antín.
- 1964: La boda
- 1965: Convención de vagabundos.
- 1965: Orden de matar.
- 1966: De profesión, sospechosos.
- 1966: El Rey en Londres.
- 1966: Una máscara para Ana.
- 1967: La chica del lunes, de Leopoldo Torre Nilsson, Nina.
- 1967: Los traidores de San Ángel, Marina.
- 1968: Martín Fierro.
- 1969: El dependiente, de Leonardo Favio, señorita Plasini.
- 1970: Crónica de una señora.
- 1972: Heroína dir. Raúl de la Torre, Peny.
- 1973: La revolución.
- 1973: Vení conmigo.
- 1975: Triángulo de cuatro.
- 1976: Sola, de Raúl de la Torre.
- 1977: Saverio, el cruel, de Ricardo Wullicher, amb Alfredo Alcón, Diana Ingro, Luisa Kuliok.
- 1980: El infierno tan temido.
- 1982: Los pasajeros del jardín.
- 1982: Pubis angelical, de Raúl de la Torre, amb Alfredo Alcón.
- 1983: Fiebre amarilla, de Javier Torre.
- 1986: Pobre mariposa, Clara.
- 1989: Kindergarten, de Jorge Polaco, amb Arturo Puig.(inédito).
- 1993: Funes, un gran amor, Azucena Funes/Tena.
- 1998: Sobre la tierra.
- 2001: La ciénaga, Mecha.
- 2002: ¿Sabés nadar?.
- 2002: Mercano, el marciano (voz), madre de Julián.
- 2004: Tacholas, un actor galaico porteño, entrevista.
- 2005: A cada lado.
- 2005: Monobloc, Perla.
- 2006: Las manos, Perla.
- 2010: Dos hermanos, Susana.
- 2010: Miss Tacuarembó.
- 2011: Viudas.
- 2015: El espejo de los otros.
- 2015: Tokio.
- 2016: Resentimental.
- 2017: La quietud.
- 2018: El cuento de las comadrejas.

## Ràdio
- 2014-present: Una mujer, Radio Nacional.

## Televisió

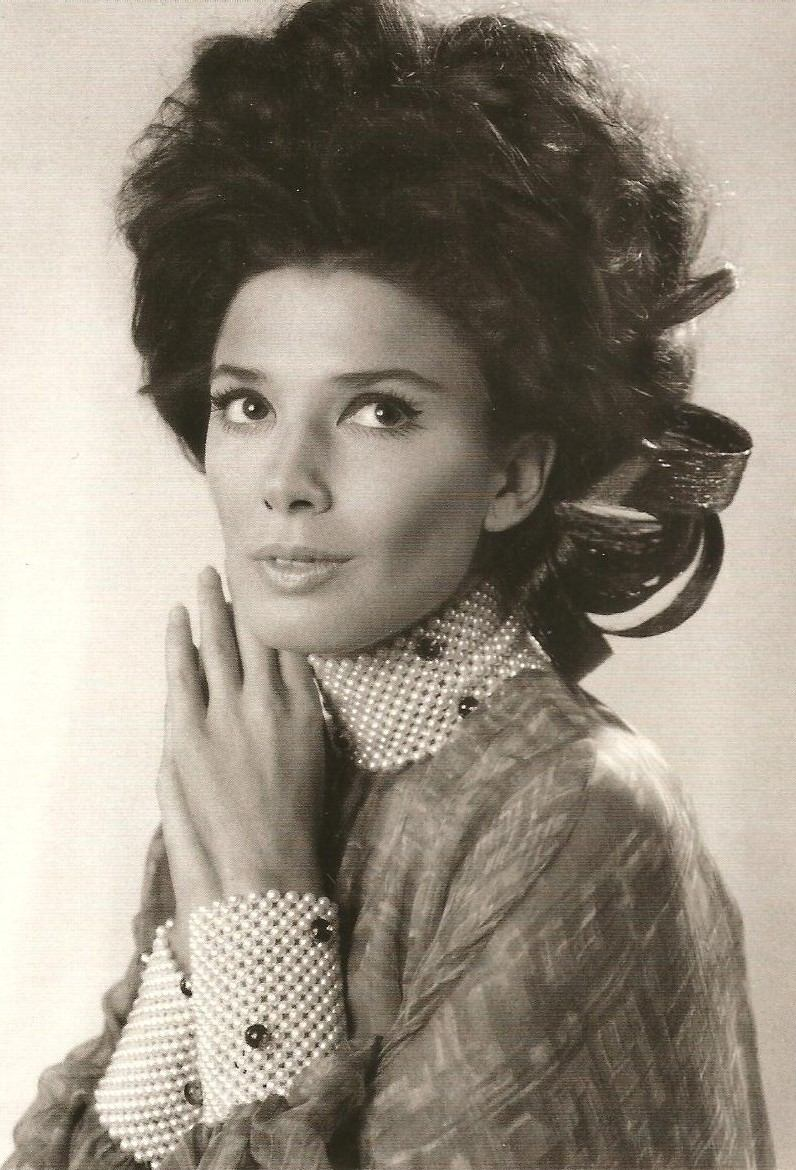
Graciela Borges fotografiada per Annemarie Heinrich en 1971.

- 1961: Los suicidios constantes, sèrie de televisió.
- 1965: Alta comedia, sèrie de televisió.
- 1966: Tres Destinos, sèrie de televisió amb Elsa Daniel i Marcela López Rey.
- 1974: Bellísima Luciana, sèrie de televisió escrita per Carlos Lozano Dana.
- 1977: Dulce Anastasia (TV), Anastasia.
- 1984: Pelear por la Vida, sèrie de televisió, amb Carlos Monzón.
- 1990: Los Jinetes del Alba (mini) sèrie de televisió, Doña Amalia.
- 1991: Más que la Música, TV.
- 1992: Alta Comedia (1 episodi).
- 1995: Cha Cha Cha, Participació especial.
- 1997: Son o se hacen, sèrie de televisió.
- 2000: Primicias, sèrie de televisió, Inés Rivera Fuente.
- 2000: Tiempo Final (sèrie de televisió), participación a l'episodi «Huéspedes», com Carla.
- 2002: Infieles (minisèrie de televisió; episodi «Marcela cocina»).
- 2002: Mercano, El Marciano (veu), mare de Julián.
- 2004: Tacholas, un actor galaico porteño, entrevista.
- 2005: A Cada Lado.
- 2005: Botines (minisèrie de televisió).
- 2011: El hombre de tu vida, Stella Fernández Urquijo
- 2015: Showmatch Apertura (1 episodi).
- 2017: Vida de Película (Minisèrie).